# سامانتا تاجیک
سامانتا تاجیک (به انگلیسی: Samantha Tajik) مدل ایرانی-کانادایی است. سامانتا در تهران به دنیا آمد. وی هنگامی که دو سال داشت همراه با خانواده‌اش به کانادا مهاجرت کرد. سامانتا می‌تواند به دو زبان فارسی و انگلیسی صحبت کند.
سامانتا در ونکوور بزرگ شد و برای تحصیل به تورنتو مهاجرت کرد. او در سال ۲۰۰۸ (میلادی) به عنوان ملکه زیبایی کانادا انتخاب شد.

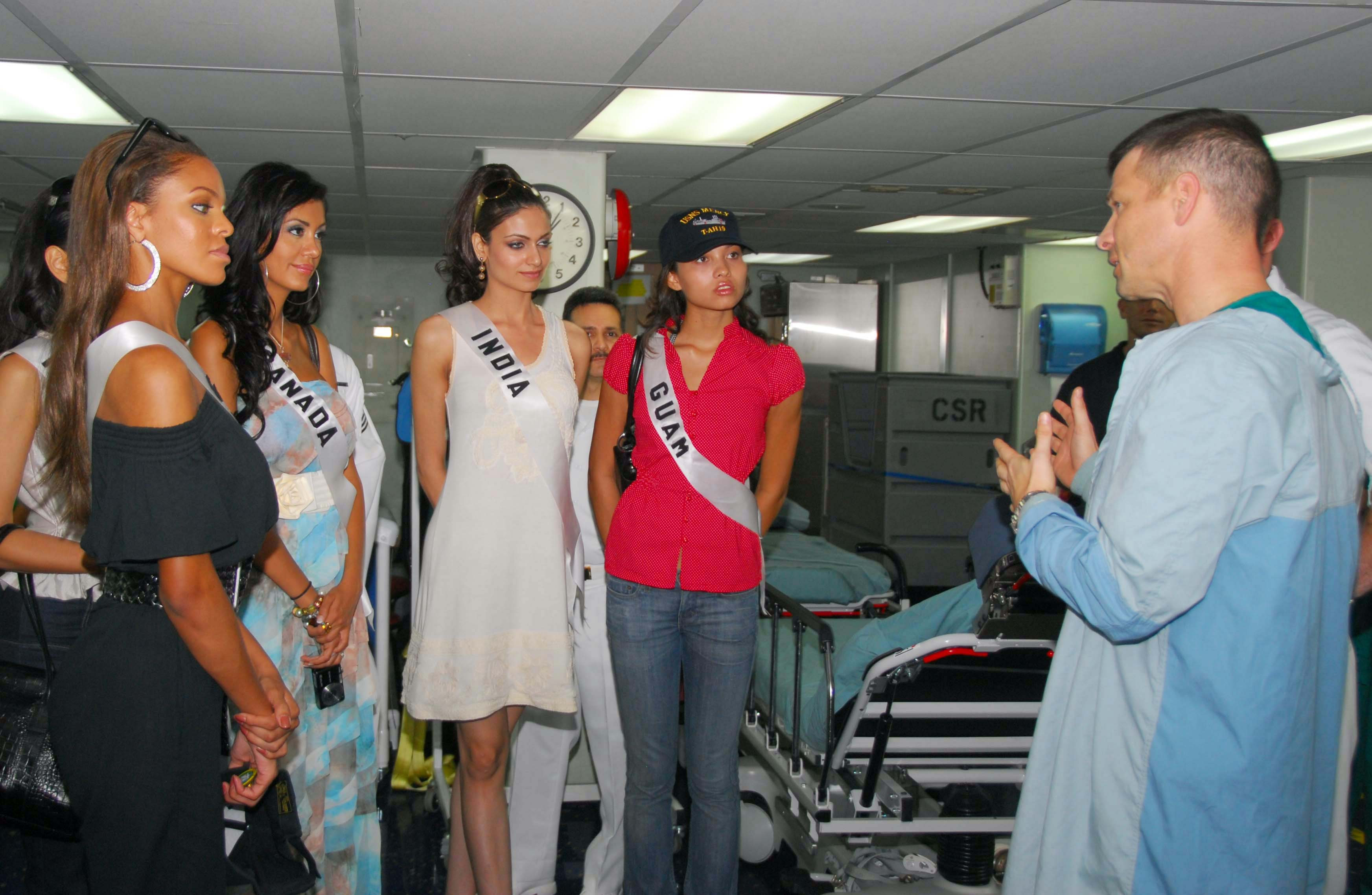
تاجیک با دیگر شرکت کنندگان دختر شایسته جهان در تور یواساناس مرسی در سواحل ویتنام